# Prince George Circuit
Der Prince George Circuit ist eine 3,920 Kilometer lange Motorsport-Rennstrecke in East London, Südafrika. Mit einer bis in die 1930er Jahre zurück reichenden Renngeschichte ist er die älteste heute noch benutzte Rennstrecke des Landes.

## Geschichte

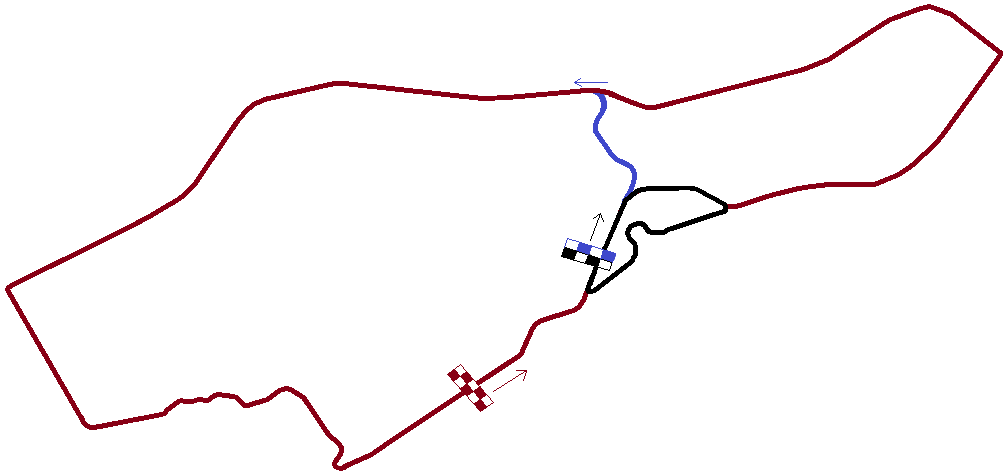
Alle Streckenvarianten des Prince George Circuits im Überblick

Die Strecke wurde auf Initiative des lokalen Zeitungsherausgebers Brud Bishop als Ort für eine erste Motorsportveranstaltung in Südafrika ausgewählt, nachdem in den 1930er Jahren eine neue Ringstraße am Westufer von East London gebaut wurde. Der gebürtige Engländer, der über einflussreiche Kontakte verfügte, machte aus einer lokalen Veranstaltung bald ein nationales und später ein internationales Ereignis. Die erste Veranstaltung im Jahr 1934, die ursprünglich "Border 100" heißen sollte, wurde bald zum ersten Grand Prix Südafrikas.
Die erste Ausgabe des Großen Preis von Südafrika 1934 fand am 27. Dezember 1934 statt und führte über 18 Runden auf dem 15,2 Meilen langen Marine Drive-Rundkurs. Vor geschätzten 65.000 Zuschauern gewann der amerikanische Millionär Whitney Straight das Rennen in einem Maserati mit einem damaligen Weltrekorddurchschnitt von 95,43 Meilen. Auf den langen Geraden erreichte er eine Geschwindigkeit von über 152 Meilen pro Stunde. Auf den Plätzen zwei und drei folgten der aus Queenstown stammende JH Case und Michael Straight, der Bruder von Whitney Straight.
Weitere südafrikanische Grands Prix fanden von 1936 bis 1939 statt, nachdem der Potters Pass eingeführt worden war, um Rennen durch das Township West Bank zu vermeiden. Dadurch wurde die Strecke auf 11½ Meilen verkürzt und erhielt den Namen Prince George Circuit. Schätzungsweise 82.000 Zuschauer besuchten das Rennen 1936. Es nahmen Spitzenfahrer aus Europa teil, darunter Bernd Rosemeyer, Dick Seaman, Richard Ormonde Shuttleworth und der Sieger von 1939, Luigi Villoresi.
Nach einer Unterbrechung durch den Zweiten Weltkrieg wurden die Rennen in den 1950er Jahren auf einem Straßenkurs weiter östlich, rund um die Esplanade in East London, wieder aufgenommen, da der alte Kurs durch den Bau des neuen Flughafen von East London nicht mehr nutzbar war.
1959 eröffnete man mit Unterstützung der örtlichen Behörden eine neue Strecke, die einen kleinen, küstennahen Teil des Prince George Circuit nutzte. Sie war mit 2,4 Meilen kürzer, verfügte über zeitgemäße Boxenanlagen und führte teilweise durch das Gelände eines Schießstandes.

## Veranstaltungen
In den 1960er Jahren fand dreimal der Große Preis von Südafrika als Teil der Formel1-Weltmeisterschaft statt. Dieser zog 1966 nach Kyalami um als die Strecke als zu klein für die Meisterschaft angesehen wurde. Darüber hinaus fanden auch Rennen zur südafrikanischen Formel1-Meisterschaft statt.
Heute wird der Circuit mehrfach im Jahr als Austragungsort für nationale Rennsport-Meisterschaften genutzt.

## Besonderheiten
Teile der Strecke beinhalten mit dem Motorway 18 Abschnitte des öffentlichen Straßennetzes. Daher ist der Circuit die einzige teilpermanente Rennstrecke in Südafrika.

## Statistik

### Alle Sieger von Formel-1-Rennen in East London
| Nr. | Jahr | Fahrer      | Konstrukteur | Motor  | Reifen | Zeit        | Streckenlänge | Runden | Ø-Tempo      | Datum        | GP von    |
| --- | ---- | ----------- | ------------ | ------ | ------ | ----------- | ------------- | ------ | ------------ | ------------ | --------- |
| 1   | 1962 | Graham Hill | B.R.M.       | B.R.M. | D      | 2:08:03,3 h | 3,920 km      | 82     | 150,610 km/h | 29. Dezember | Südafrika |
| 2   | 1963 | Jim Clark   | Lotus        | Climax | D      | 2:10:36,9 h | 3,920 km      | 85     | 153,061 km/h | 28. Dezember | Südafrika |
|     |      |             |              |        |        |             |               |        |              |              | Südafrika |
| 3   | 1965 | Jim Clark   | Lotus        | Climax | D      | 2:06:46,0 h | 3,920 km      | 85     | 157,707 km/h | 1. Januar    | Südafrika |